# Liste der Baudenkmale in Groß Mohrdorf
In der Liste der Baudenkmale in Groß Mohrdorf sind alle Baudenkmale der Gemeinde Groß Mohrdorf im Landkreis Vorpommern-Rügen und ihrer Ortsteile aufgelistet. Grundlage ist die Veröffentlichung der Denkmalliste des Landkreises Vorpommern-Rügen, Auszug aus der Kreisdenkmalliste vom Juli 2016, Januar 2014 und September 2014.

## Batevitz
| ID   | Lage                 | Bezeichnung | Beschreibung | Bild |
| ---- | -------------------- | ----------- | ------------ | ---- |
| 176A | Dorfstraße 9 (Karte) | Gutshaus    |              |      |
| 176B | Dorfstraße 9         | Gutshaus    |              |      |

## Groß Mohrdorf
| ID     | Lage                              | Bezeichnung | Beschreibung | Bild           |
| ------ | --------------------------------- | --- | --- | -------------- |
| 10454  | (Karte)                           | Kirche mit Friedhof, Resten der Feldsteinmauer, drei neogotischen Mausoleen, Friedhofskapelle, drei Grabplatten um 1800, drei Grabstelen (E.18./A.19. Jh.) | | Weitere Bilder |
| 10457C | An der Kirche                     | ehemalige Schule | |                |
| 10457A | An der Kirche 1 (Karte)           | ehemalige Schule | |                |
| 10455  | auf dem Friedhof (Karte)          | Kriegerdenkmal 1914/1918 | |                |
| 10529  | Der Bock (Karte)                  | 2 Richtfeuer auf der Insel Bock | Die beiden Leuchtfeuer auf der Insel Bock wurden 1939/40 erbaut. Das Oberfeuer steht auf der Nord-, das Unterfeuer auf der Südseite der naturgeschützten und nicht öffentlich zugänglichen Insel. | Weitere Bilder |
| 10453  | Dorfstraße (L213)                 | Kopfsteinpflasterstraße | |                |
| 10467  | Hohendorf; Am Park, Bisdorfer Weg | Allee mit Kopfsteinpflasterstraße | |                |
| 10187  | Kranichweg 7                      | ehemaliges Forsthaus mit Stall | |                |
| 10456  | Lindenstraße 31 (Karte)           | ehemalige Molkerei | |                |
| 10458A | Ringstr. 12, 14, 16, 21 (Karte)   | Gutsanlage (Gutshaus und Stall-Scheune-Wohngebäude) | |                |
| 10458B | Ringstraße 21 (Karte)             | Gutsanlage (Stall-Scheune-Wohnhaus) | |                |
| 10458C | Ringstraße 21 (Karte)             | Gutsanlage (Stall-Scheune-Wohnhaus) | |                |
| 10457B | westlich der Kirche               | ehemalige Schule | |                |

## Hohendorf
| ID   | Lage                       | Bezeichnung                                   | Beschreibung | Bild           |
| ---- | -------------------------- | --------------------------------------------- | --- | -------------- |
| 468C | Am Park 6 (Karte)          | Gutsanlage, Gewächshaus und Einfriedungsmauer | |                |
| 468A | Am Park 7 (Karte)          | Gutsanlage mit Gutshaus und Park              | Schloss Hohendorf; 2-gesch., 10/11-achsiger Putzbau im klassizistischen, gotisierenden Stil von 1854 für Ernst Malte Freiherr von Klot-Trautvetter | Weitere Bilder |
| 469  | Bisdorfer Weg 16 (Karte)   | Landarbeiterhaus                              | |                |
| 470  | Klausdorfer Weg 34 (Karte) | Neubauernhaus                                 | |                |
| 471  | Klausdorfer Weg 36 (Karte) | Neubauernhaus                                 | |                |
| 468B | Teichstraße 7 (Karte)      | Gutsanlage, Verwalterhaus                     | |                |

## Kinnbackenhagen
| ID   | Lage                                   | Bezeichnung | Beschreibung | Bild |
| ---- | -------------------------------------- | ----------- | ------------ | ---- |
| 517A | Kinnbackenhagen-Strandstraße 5 (Karte) | Scheune     |              |      |
| 517B | Kinnbackenhagen-Strandstraße 5         | Scheune     |              |      |

## Klein Mohrdorf
| ID  | Lage               | Bezeichnung                                                | Beschreibung | Bild |
| --- | ------------------ | ---------------------------------------------------------- | --- | ---- |
| 452 | Dorfstr. 7 (Karte) | Stallscheune mit Fledermausgauben (ehemaliger Pferdestall) | Gebäude vom Gut Klein Mohrdorf, das viele Jahrhunderte lang Stralsunder Ratsherrenfamilien besaßen. 1626 kam es an die Familie von Braun. 1737–1945 Gut der Grafen von Klot-Trautvetter. |      |

## Quelle
- Denkmalliste des Landkreises Vorpommern-Rügen